# West Hattiesburg
West Hattiesburg és una concentració de població designada pel cens dels Estats Units a l'estat de Mississipi. Segons el cens del 2000 tenia 16.305 habitants.

## Demografia
Segons el cens del 2000, West Hattiesburg tenia 16.305 habitants, 4.464 habitatges, i 2.601 famílies. La densitat de població era de 377,3 habitants per km².
Dels 4.464 habitatges en un 32,9% hi vivien nens de menys de 18 anys, en un 47,3% hi vivien parelles casades, en un 14% dones solteres, i en un 35% no eren unitats familiars. En el 24% dels habitatges hi vivien persones soles el 6,7% de les quals corresponia a persones de 65 anys o més que vivien soles. El nombre mitjà de persones vivint en cada habitatge era de 2,5 i el nombre mitjà de persones que vivien en cada família era de 3.
Per edats la població es repartia de la següent manera: un 25,5% tenia menys de 18 anys, un 15,7% entre 18 i 24, un 30,8% entre 25 i 44, un 19,2% de 45 a 60 i un 8,8% 65 anys o més.
L'edat mediana era de 30 anys. Per cada 100 dones de 18 o més anys hi havia 87,2 homes.
La renda mediana per habitatge era de 44.663 $ i la renda mediana per família de 68.287 $. Els homes tenien una renda mediana de 49.552 $ mentre que les dones 43.873 $. La renda per capita de la població era de 38.988 $. Cap de les famílies estaven per davall del llindar de pobresa.

## Poblacions més properes
El següent diagrama mostra les poblacions més properes.